# Kendall Jenner
Kendall Nicole Jenner (* 3. listopadu 1995 Los Angeles) je americká televizní celebrita, moderátorka, modelka a ambasadorka pro Seventeen Magazine. Známou se stala díky účinkování v televizní reality show Držte krok s Kardashians, za níž stojí její sestry. Je nejstarší dcerou Caitlyn Jennerové a Kris Jennerové. Má devět sourozenců (mladší Kylie a z předchozího manželství její matky Kourtney, Kim, Khloe, Rob)
Svoji slávu získala nejen z účinkování v rodinné reality show, ale také jako modelka. Získala titul nejbohatší a nejvíce obsazovaná modelka na světě, díky čemuž si ji v branži vytvořila silné jméno. Kariéru modelky započala v roce 2012, od té doby pracovala s předními světovými značkami, jako například: Calvin Klein, Tommy Hilfiger, Valentino, apod.
Její jmění se odhaduje na 1 miliardu českých korun (tedy asi $50 mil.).